# Réorganisations municipales néo-brunswickoises
Pour les articles homonymes, voir Fusion de communes.
Dans la province canadienne du Nouveau-Brunswick, plusieurs municipalités ont été fusionnées ou annexées au cours de l'histoire, principalement lors de deux processus, en 1973 et dans les années 1990.
Cet article dresse une liste des municipalités actuelles du Nouveau-Brunswick formées à la suite de fusions ou d'annexions. Chacune d'elles est suivie des
anciennes municipalités, de la date du changement et, si possible, de la raison du changement.

## Comté d'Albert
Village de Riverside-Albert
Ce village est né de la fusion, en 1966 des deux municipalités suivantes :
- Village de Riverside
- Village de Albert

Ville de Riverview
Cette ville est née de la fusion, en 1973, des municipalités suivantes :
- Bridgedale
- Gunningsville
- Riverview Height

## Comté de Charlotte
Ville de St. Stephen
Après la fusion de Saint Stephen et Milltown, la nouvelle ville fut appelée Saint Stephen-Milltown. Ce nom n'étant pas populaire, la ville fut ensuite renommée Saint Stephen.
- Village de Milltown (19??)

Village de Grand Manan
L'île de Grand Manan compte 2600 habitants. Avant 1995, il y avait deux villages et trois districts de services locaux. Une seule municipalité fut formée en 1995 pour réduire les coûts de 5 juridictions différentes. L'île voisine de White Head, qui était un DSL, le demeura, la population ne voulant pas rejoindre la nouvelle municipalité.
- Village de North Head (1995)
- Village de Seal Cove (1995)
- Village de Grand Harbour-Ingalls Head (1995)
- DSL de Woodwards Cove et Castalia (1995)

## Comté de Westmorland
Communauté rurale de Beaubassin-Est
- Formée de 6 DSL

Cité de Dieppe
- Lakeburn (1948)
- Chartersville (1973)
- Fox Creek-Dover (1973)
- Saint-Anselme (1973)

Village de Memramcook
- Village de Saint-Joseph (1995)
- DSL de Breau Creek (1995)
- DSL de Cormier's Cove (1995)
- DSL de La Hêtrière-McGinley Corner (1995)
- DSL de Memramcook (1995)
- DSL de Memramcook-Est (1995)
- DSL de Pré-d'en-Haut (1995)
- DSL de Shediac Road (1995)

Cité de Moncton
- Georgetown (1912)
- Newton Heights (1950)
- Sunny Brae (1950)
- Parkton (1956)
- Magnetic Hill (1973)
- Village de Lewisville (1973)

## Centre
Cité de Fredericton
- Ville de Devon (1945)
- Ville de Marysville (1973)
- Village de Barkers Point (1973)
- Village de Nashwaaksis (1973)
- Village de Silverwood (1973)
- DSL de Garden Creek (1973)

Ville de Florenceville-Bristol
- Village de Florenceville (2008)
- Village de Bristol (2008)

## Nord
Ville de Belledune
- Village de Jacquet River (1994)

Cité de Miramichi
La fermeture de la base aérienne de Chatham nuit grandement aux communautés environnantes. Pour cette raison, les villes et villages suivants, ainsi que plusieurs districts de services locaux, furent fusionnés à Chatham en 1995, pour former la cité de Miramichi.
- Ville de Newcastle (1995)
- Ville de Chatham (1995)
- Village de Douglastown (1995)
- Village de Loggieville (1995)
- Village de Nelson-Miramichi (1995)

Ville de Shippagan
- DSL de Portage de Shippagan (2001)

Ville de Tracadie-Sheila
- Ville de Tracadie (1991)
- Village de Sheila (1991)

Village de Perth-Andover
Ces deux municipalités fusionnèrent peu de temps après la création des villages au Nouveau-Brunswick.
- Village de Perth (1967)
- Village de Andover (1967)

Cité d'Edmundston
La cité d'Edmunston a vu sa superficie s'agrandir lorsqu'en 1995, 3 municipalités environnantes furent fusionnées. Le village de Saint-Hilaire était également censé rejoindre la cité, mais le gouvernement provincial abandonna le projet afin d'éviter de former une municipalité trop grande.
- Cité d'Edmundston (1995)
- Ville de Saint-Jacques (1995)
- Ville de Saint-Basile (1995)
- Village de Verret (1995)

## Région de Saint-Jean
En 1997, le gouvernement provincial décida de fusionner toutes les banlieues de Saint-Jean, au nombre de 10, à la cité. En raison d'une forte opposition à ce projet, la fusion eut lieu mais plusieurs villes furent créées, au lieu d'une seule importante cité. Les trois nouvelles villes sont Grand Bay-Westfield à l'ouest ainsi que Rothesay et Quispamsis dans la vallée de la rivière Kennebecasis, à l'est. La cité de Saint-jean conserva donc ses limites.
Ville de Grand Bay-Westfield
- Ville de Grand Bay (1998)
- Village de Westfield (1998)
- Village de Pamdenec (1988).

Ville de Quispamsis
- Ville de Quispamsis (1998)
- Village de Gondola Point (1998)
- Portion est du DSL de Wells (1998)

Ville de Rothesay
- Ville de Rothesay (1998)
- Village de East Riverside-Kingshurst (1998)
- Village de Renforth
- Village de Fairvale (1998)
- Section ouest du DSL de Wells (1998)

Cité de Saint-Jean
- Ville de Carleton (1789)
- Ville de Parrtown (1789)
- Cité de Portland (1889)
- Portion ouest du DSL de Simmonds (1967)
- DSL de la paroisse de Lancaster (1967)
- Cité de Lancaster (1967)